# British Interplanetary Society
The British Interplanetary Society (BIS) är en medlemsfinansierad organisation som syftar till att främja människans utforskning av rymden genom rymdfärder. Organisationen grundades i Liverpool 1933 av Philip E. Cleator, och har sitt högkvarter i London. 